# Dženaza
Dženaza je islamski verski obred u kojem se vrši sahrana jedne osobe. Sastoji se od takozvanog "dženaza-namaza" (zajedničke molitve) i samog ukopa. Dženaza-namaz se klanja samo stojeći (za razliku od ostalih molitvi). Predvodi je imam koji stoji ispred džemata okrenut prema umrloj osobi, dok je umrla osoba okrenuta desnom stranom prema kibli, a levom prema prisutnima.
Umrlu osobu od prostorije za opremanje umrle osobe do mesta klanjanja dženaze i do mjesta ukopa nose prisutni pri čemu učestvuju svi. U slučaju da je mesto klanjanja dženaze i ukopa udaljenije vrši se prevoz vozilom iza kojeg hodaju prisutni.
I u samom ukopu učestvuju svi prisutni. Na dženazi prisustvuju samo muškarci.
Ono što je kod hrišćana kovčeg, to je kod muslimana tabut koji se sastoji od pet dasaka preko kojih je platno.